# 丹尼尔·罗森贝格尔
丹尼尔·罗森贝格尔（德語：Daniel Rosenberger，1972年4月5日—），德国男子赛艇运动员。他曾代表德国参加科隆举办的1998年世界赛艇锦标赛，获得男子轻量级八人单桨有舵手金牌。